# Sten Westholm

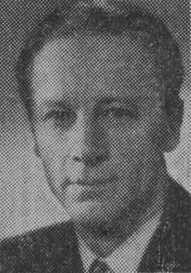
Sten Westholm

Sten Alfred Westholm, född 22 april 1898 i Stockholm, död 30 januari 1986 i Linköping, var en svensk arkitekt.

## Biografi
Sten Westholm var son till Alfred Emanuel Westholm (1862–1945) av släkten Westholm, lektor i moderna språk i Falun, och Anna Hilma Augusta Bäckström. Han var sedan 1936 gift med Elsa Thimgren, dotter till apotekaren Emil Thimgren och Alma Andersson. Hans bror var arkeologen Alfred Westholm; hans äldre bror juris studerande Gustaf Westholm (1894–1918) stupade som frivillig i finska inbördeskriget. Hans farbror var arkitekten Sigurd Westholm (1871–1960).
Westholm tog han examen vid KTH 1922 och studerade 1923–1925 vid Kungliga Konsthögskolan i Stockholm. Åren 1925–1930 bedrev han arkitektverksamhet i staden och 1931 blev han Linköpings stadsarkitekt, fram till 1963. Hans verk rör sig om krematorium, friluftsbad, polishus, tullhus och folkskolor. Bland hans arbeten märks även en villa från 1928 vid Myrvägen i Stockholms stadsdel Långsjö. Villan som är byggd i liggtimmer med inspiration av svensk allmoge och fornnordiska inslag påminner om Lars Israel Wahlmans Villa Tallom i Stocksund. De bildristningar som finns på väggarna i Värmlands museum är komponerade av Westholm.
Åren 1934–1973 var han byggnadskonsulent i Åtvidaberg. Åren 1937–1940 och 1952–1953 var han styrelseledamot i Svenska Arkitekters Riksförbund.

## Verk i urval

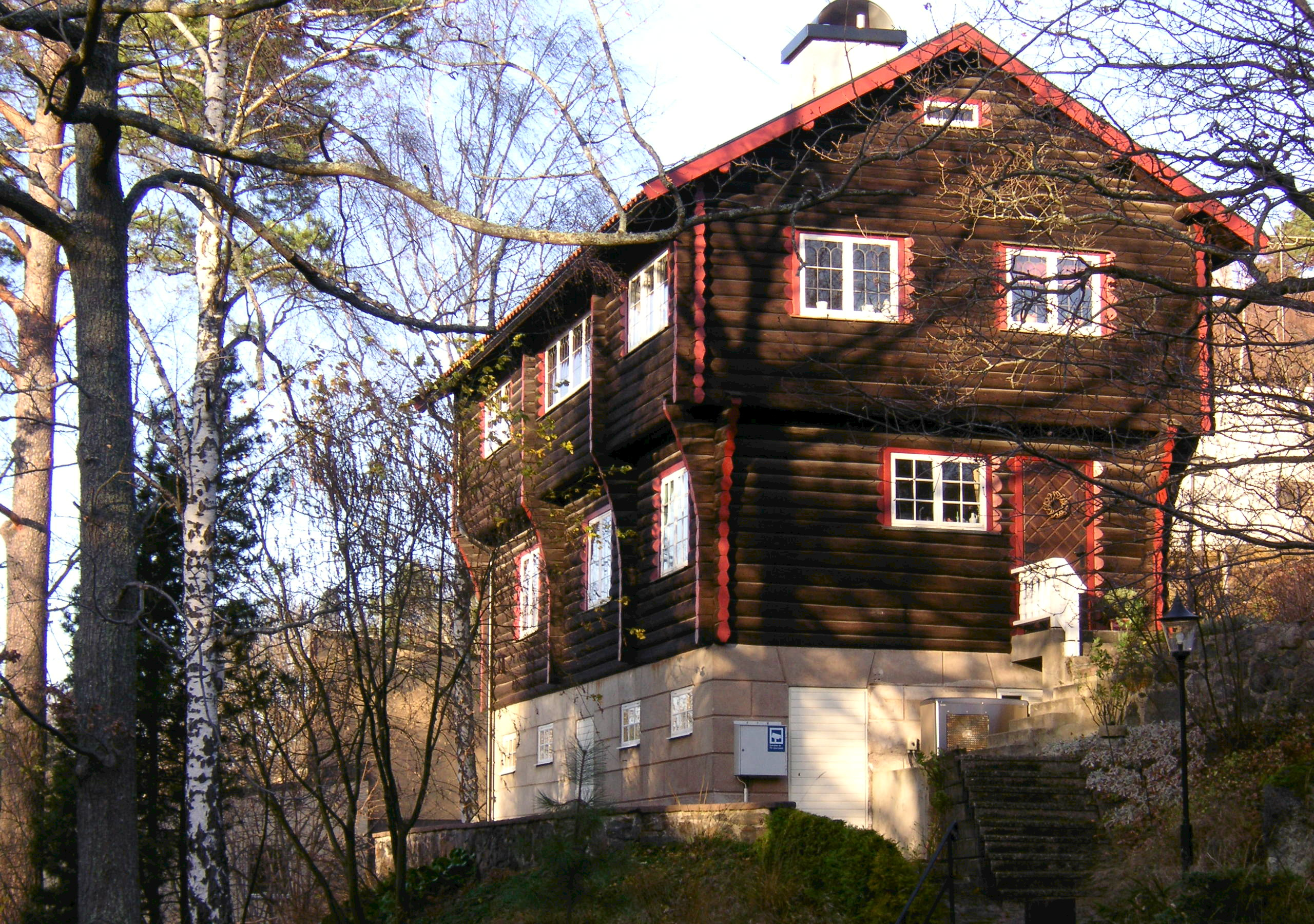
Villa vid Myrvägen 54 i Långsjö, ritad av Westholm 1928.

- Bokförlag AB Tidens hus, Sveavägen 68, Stockholm 1929, tillsammans med Nils Einar Eriksson.

### Linköping
- Krematorium, 1936.
- Tinnerbäcksbadet 1938.
- Polishus.
- Tullhus, Stånggatan 4, kv Guldmyntet B, 1958.
- Skolor i Linköping.
- Transformatorhus, kv Astrakanen 9, 1945.
- Pensionärshem, Atlasgatan 14, kv Silverräven 10, 1943.
- Brandstation, tillbyggnad, kv Fontänen, 1948.
- Vasaskolan, kv Akropolis, 1951.
- Kv Kartongen 9, 1942.
- Kv Kabeljon 1, 1942.